# Vinjett (typografi)

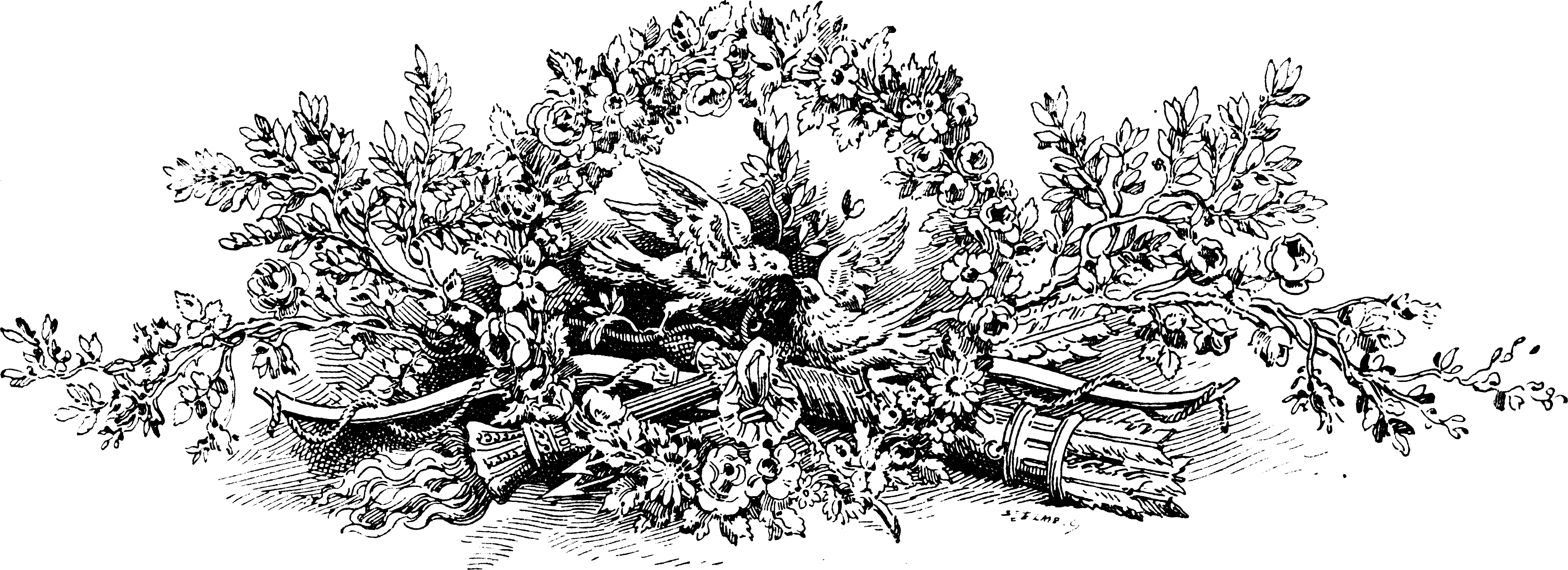
Vinjett, vilken symboliserar kärlek, av Saint-Elme Gautier.

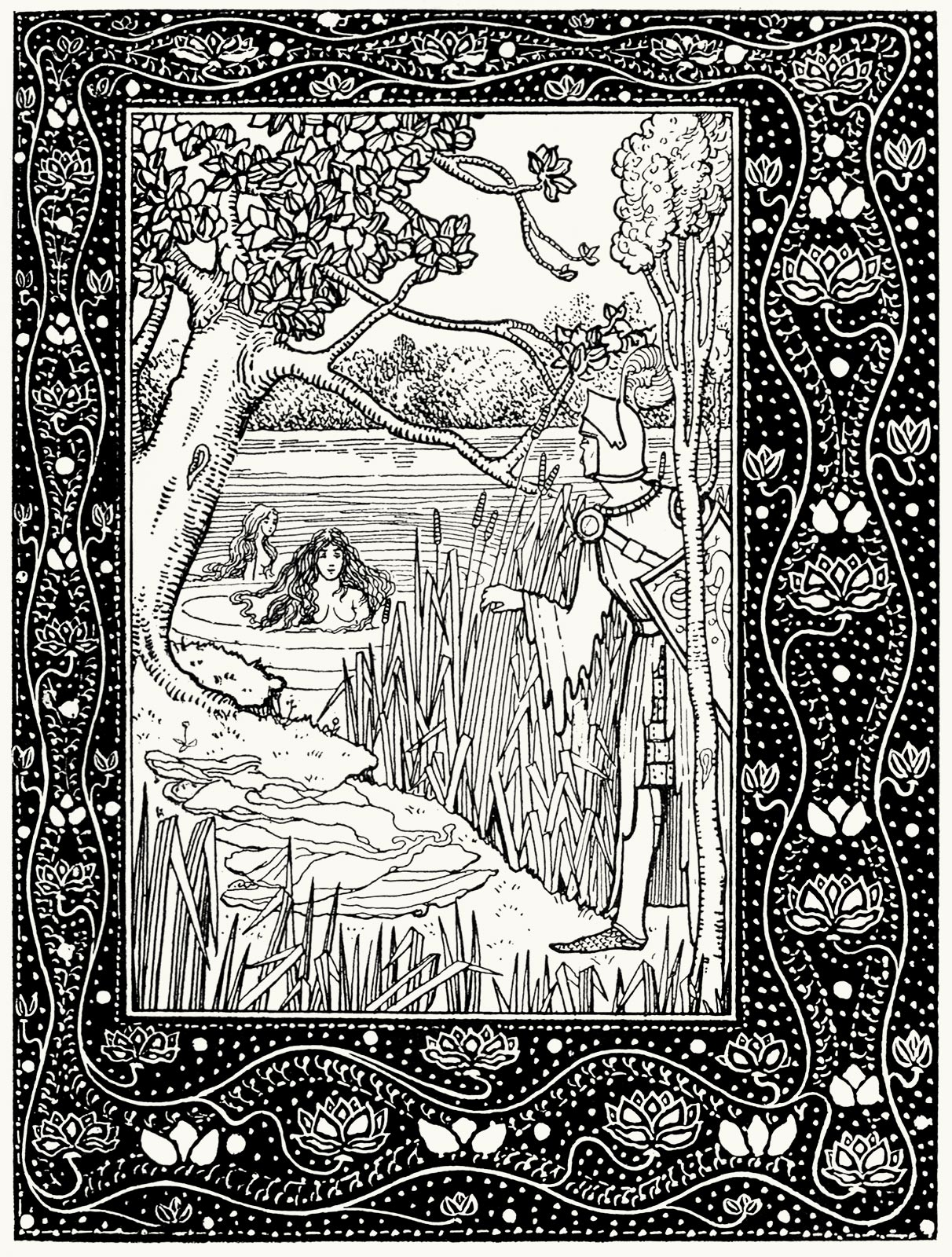
Vinjettram av William Brown Macdougall.

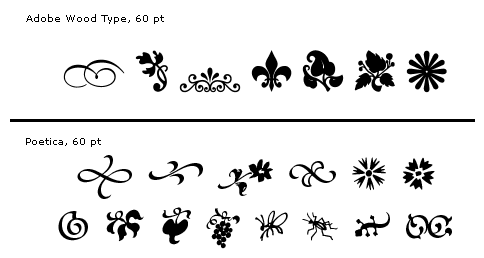
Olika vinjetter från teckensnitten Poetica och Adobe Wood Type.

En vinjett är ett ornament eller en liten illustration som används framförallt i böcker och främst i dekorationssyfte.
En vinjett är oftast placerad för sig själv och inte i kombination med annan text. Den anger ibland att ett nytt kapitel eller nytt stycke börjar (engelska: "headpiece") eller slutar. En vinjett kan ha vilken utformning som helst, men är oftast i formen av ett löv, vinranka, ett snirkligt ornament eller en blomma.
Oftast då mindre illustrationer används som vinjetter, är dessa gjorda så att motivet eller den händelse som skildras kan stå för sig själv och bildar en mindre, koncis bild.
Beträffande teckensnitt kan vinjetter ingå i utvidgade teckensnittsversioner tillsammans med typografiska detaljer som ligaturer och kapitäler. Exempel på teckensnitt med vinjetter är Dingbats, Minion Pro och Adobe Wood Type Ornaments.

## Etymologi
Namnet vinjett kommer från franskans vignette och betyder liten vinranka. Detta har sitt ursprung i att de tidigaste vinjetterna utgjordes av vinrankor.